# Eucera nigripes
Eucera nigripes är en biart som beskrevs av Johann Christoph Friedrich Klug 1845. Eucera nigripes ingår i släktet långhornsbin, och familjen långtungebin. Inga underarter finns listade i Catalogue of Life.